# قلب الليل (فلم)
قلب الليل متاهة الطرد والاختيار، فيلم مصري، المخرج عاطف الطيب مأخوذ عن رواية نجيب محفوظ أعدها محسن زايد، لا يقنع بالمستوى الواقعي البسيط والمباشر، وإن أخذ منه العناية بتفاصيل كل مرحلة زمنية يعيشها بطل الحكاية جعفر إبراهيم السيد الراوي، ولكنه يكتشف آفاقا أكثر اتساعا للواقعية، حيث تبدو الحكاية كقصة رمزية تتأمل ما حدث للإنسان في بحثه اللانهائي عن مرفأ لليقين، إثر نزوله إلى العالم، حاملا خطيئته وحريته معا.
الحقيقة أن الحكاية بالأساس يمثلها طرفان: جعفر من ناحية، والجد السيد الراوي من ناحية أخرى، وعلاقتهما شديدة التعقيد، فالجد، باضاءته الخاصة وملابسه ولحيته البيضاء وبصوت فريد شوقي الضخم وردوده المقدسة وتكرار التركيز على يده الكبيرة وعل مسبحته، مكانته أعلى وأسمى، ومعرفته شاملة، وسيطرته على عالمه وعالم ابنه وحفيده مكتسحة، وهو بالتأكيد لا يكرههما، ولكنه يريد أن يختار لهما، بينما يرى إبراهيم وجعفر أن هويتهما تتلخص في الحرية، وهو معنى يعبر عنه جعفر بقوله إن حريته هي التاج الذي يضعه على رأسه، أي أنها أثمن ما يمتلك الإنسان، وهي لذلك جديرة بأن يدفع ثمنها حتى النهاية.

## القصة
يشعر الطفل جعفر بالرغبة في التحرر من سلطة الجد، يهجر دراسته في الأزهر جريا وراء هوى قلبه وتعلقه براعية غنم من الغجر هي مروانة، ويعترض الجد على زواجه من مروانه، ويطرد حفيده، من قصره، تطالب مروانة من جعفر أن يعتمد على النفس في طلب الرزق، يعمل جعفر في بوقه غنائية لصديقه المطرب شيخون، ويؤدى إلى انفصال جعفر عن مروانة، يتزوج سيدة ثرية أرستقراطية هي السيدة هدى، يعيش جعفر عالة على زوجته هدى، تطلب منه هدى بإلحاح أن يختار عملا محترما مناسبا، يقرر دراسة القانون، واحتراف المحاماة، ويفشل أيضا في هذا العمل، يحاول جعفر أن يتشبه ببعض رجال الفكر، ويعجز عن مجاراة أي منهم، لأنه يعانى من خواء نفسى وفكرى، يقرر جعفر اعتزال الحياة العامة، ويعكف على تأليف كتاب يحمل نظريته الخاصة في السياسة والفكر والأدب، ويتضح أن محتويات الكتاب مجرد هواجس وأفكار مشوشة، يواجه أحد الأصدقاء جعفر برأيه في كتابه ونظريته، ويثور عليه ويقتله، ويدخل السجن ليقضى بقية سنوات عمره بتهمة القتل، يخرج من السجن في حالة جنون مطلق، ويسير في شوارع القاهرة المعاصرة يهذى كلمات غير مفهومة تعكس مدى خراب نفسه وارتباك عقله.

## روابط خارجية
- مقالات تستعمل روابط فنية بلا صلة مع ويكي بيانات